# Sanjūh
Sanjūh (persiska: سنجوه) är en ort i Iran.   Den ligger i provinsen Västazarbaijan, i den nordvästra delen av landet, 500 km väster om huvudstaden Teheran. Sanjūh ligger 942 meter över havet och antalet invånare är 448.
Terrängen runt Sanjūh är kuperad västerut, men österut är den bergig. Sanjūh ligger nere i en dal.Runt Sanjūh är det ganska tätbefolkat, med 100 invånare per kvadratkilometer. Närmaste större samhälle är Bītūsh, 10,2 km väster om Sanjūh. Trakten runt Sanjūh består i huvudsak av gräsmarker.